# Venus Ericina

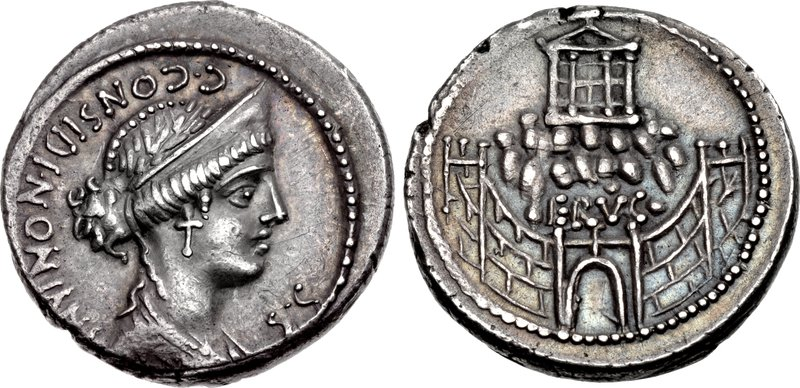
Moneda con el busto de Venus Ericina y su templo

Venus Ericina es el epíteto que recibía Venus por el templo que Eneas o Erix le dedicó en el monte Erix en Sicilia. 
Dicho templo que fue restaurado por el emperador Claudio, era notable por la porción de vasos y objetos preciosos que conservaba. En él se celebraba la fiesta llamada Anagogia, es decir, la partida porque se suponía que la diosa marchaba entonces para Libia a causa de no hallarse en dicha época ninguna de las palomas que había en abundancia y estaban dedicadas al servicio de la diosa. Pasados nueve días de ausencia, dice Elieno, se veía volver de Libia una paloma mucho más hermosa que las palomas comunes pues era de color de púrpura y dorada, tal como Anacreon nos describe a Venus, seguida de las otras palomas. Entonces se celebraba la otra fiesta llamada Catagogia o el regreso. 
Venus Ericina era también honrada en Psofis en Arcadia. En Roma tuvo un templo magnífico fuera de la población cerca de la puerta Colina, construido por voto de Lucio Porcio Licino durante la guerra contra los Ligurios (570 Roma—184 a. C.); la misma diosa tenía otro templo en el Capitolio que treinta años antes que el de Licino le erigió Quinto Fabio Máximo.